# Ceropoda tibialis
Ceropoda tibialis är en fjärilsart som beskrevs av Rothschild 1907. Ceropoda tibialis ingår i släktet Ceropoda och familjen påfågelsspinnare. Inga underarter finns listade i Catalogue of Life.